# Lucian Metianu
 (juillet 2017).
Lucian Metianu, né à Cluj le 3 juin 1937, est un enseignant et compositeur vaudois d'origine roumaine.

## Biographie
Lucian Metianu entame des études à l'Institut polytechnique de Bucarest en 1954, qu'il abandonne en 1957, avant sa dernière année, pour entrer au Conservatoire de cette même ville. S'il y étudie la musique sous sa forme classique, il découvre surtout une effervescence nouvelle autour de la musique contemporaine, côtoie des professeurs comme Anatol Vieru, Aurel Stroe, Alfred Mendelssohn ou Tiberiu Olah, et trouve un espace de recherche et d'expression où ses connaissances en mathématiques et en informatique font merveille. Diplômé en 1963, il se perfectionne encore entre 1969 et 1971 à la Hochschule für Musik de Cologne. Il suit les cours de musique électronique dispensés par Herbert Eimert, et signe une de ses premières compositions électroniques, Pythagoreis.
Lucian Metianu partage sa carrière entre l'héritage classique et l'exploration de nouveaux champs musicaux. Il gagne sa vie en travaillant comme secrétaire pour le Ploieşti Philharmonica, tout en composant des musiques pour orchestre, orchestre de chambre ou ensemble de cordes, mais aussi des musiques de films ou de films d'animation. Ses principaux compositions mettent toujours en avant une approche mathématique de la musique et se rattachent au cadre de la musique sérielle. C'est le cas d’œuvres comme Trio Iteration, Quartets N° 4, ou de la composition électro-acoustique Triple – Rêve du Temps, Mirage et Cloches. Ami des compositeurs roumains Octavian Nemescu et Corneliu Cezar, il partage leur perception philosophico-mathématiques de la musique, ainsi que leur intérêt pour le développement de la musique électronique.Lucian Metianu continue ses expérimentations musicales en Suisse dès 1984, année où il s'installe à Lausanne. Sa perception de la musique y trouve un terrain d'expression favorable, favorisé par le développement du jazz et des musiques actuelles. Il fonde ainsi en 1985 l'Association de compositeurs Archebole, qui réunit une dizaine de compositeurs autour de la promotion d'une musique libérée des carcans de l'écrit, de l'emprise des sons, et qui permettrait le déploiement d'un "logos substantiellement musical". Lucian Metianu enseigne également la composition à l'Institut de Ribaupierre entre 1985 et 2011, ainsi que la musique électronique au Conservatoire de Lausanne entre 1990 et 1998. Il y crée le laboratoire de musique électronique.
Lucian Metianu est membre de l'Union des compositeurs et musicologues roumains, de la Suisa, de la Société de Musique Contemporaine de Lausanne ainsi que de la Société Suisse de Pédagogie Musicale. En 2007, il est nommé chevalier de l'Ordre du Mérite culturel pour son œuvre, puis, en 2011, il fait son entrée dans le Grove Dictionary. Actuellement à la retraite, il vit à Lausanne avec sa femme.

## Sources
- « Lucian Metianu », sur la base de données des personnalités vaudoises sur la plateforme « Patrinum » de la Bibliothèque cantonale et universitaire de Lausanne.